# Almudena Cano Revilla
Almudena Cano Revilla   (Madrid, 31 de maig de 1951 - Madrid, 3 d'octubre de 2006) va ser una pianista i pedagoga espanyola de prestigi i àmbit internacional.

## Trajectòria com a intèrpret
Va estudiar al Reial Conservatori de Música de Madrid amb Carmen Díez Martín, i amb Jan Wijn al Sweelinck Conservatorium d'Amsterdam, encara que la major influència la va rebre del professor bilbaí Juan Carlos Zubeldía, amb qui va estudiar al llarg de vint anys.
Va actuar com a concertista a Espanya, Països Baixos, Bèlgica, Portugal, Polònia, Hongria, Alemanya, Regne Unit i República Dominicana, tant en recitals com a solista com en concerts de cambra.
Va ser solista per a multitud d'orquestres, com l'Alternatief Philharmonisch Orkest (AlPhO) del Conservatori d'Amsterdam, Orquestra Ciutat de Valladolid, Caecilia Concert dels Països Baixos, Mozarteum de Salzburg o l'Orquestra Simfònica de Castella i Lleó. Va treballar amb diferents directors com ara Max Bragado, José Ramón Encinar, Clark Suttle, Arturo Tamayo o Vladímir Spivakov.
El 1981 va obtenir el Premi Nacional del Disc concedit pel Ministeri de Cultura pel seu enregistrament de les dotze sonates del compositor espanyol José Ferrer, contemporani de Mozart i Beethoven.

## Trajectòria com a professora i pedagoga
Va ser creadora i directora de les vuit primeres edicions de l'Escola d'Estiu per a Joves Pianistes Ciutat de Lucena, així com del seu Festival Internacional de Piano.
Va ser cocreadora dels Cursos d'Especialització Musical de la Universitat d'Alcalá, i de la revista especialitzada Quodlibet.
En els seus darrers anys va ser una activa lluitadora a favor de les reformes necessàries als ensenyaments musicals de grau superior, obtenint el suport de guardonats amb el Premi Nacional de Música i de nombrosos membres de la comunitat educativa.
Va ser catedràtica al Reial Conservatori Superior de Música de Madrid (RCSMM) fins a la seva mort. La institució li va atorgar la seva Medalla d'Or.